# Papa Adriano I
Adriano I (Roma, 700 circa – Roma, 25 dicembre 795) è stato il 95º papa della Chiesa cattolica dal 1º febbraio 772 fino alla sua morte.

## Biografia
Discendente da una famiglia dell'aristocrazia militare di Roma nota come domini de via Lata, era il figlio di Teodoro, morto quando Adriano era ancora in tenera età; fu accolto dallo zio paterno Teodoto (o Teodato) consul, dux et primicerius Sanctae Romanae Ecclesiae.

Fu diacono durante il pontificato di papa Stefano III, alla cui morte Adriano fu acclamato all'unanimità e venne consacrato il 9 febbraio 772.

### Relazioni con Franchi e Longobardi
Già dai primi atti ufficiali diede il segnale dell'indirizzo della sua politica futura: richiamò dall'esilio gli esponenti della fazione filo-franca che Paolo Afiarta, il rappresentante longobardo a Roma, aveva allontanato in occasione dei disordini verificatisi durante il pontificato di Stefano III e di contro, ai rappresentanti longobardi venuti a Roma per rendergli il dovuto omaggio come nuovo pontefice, presentò subito le sue rimostranze, accusando anche il loro re Desiderio di tradimento per non aver rispettato i patti di restituzione dei territori del "Patrimonio di San Pietro", già appartenuti ai bizantini, poi occupati dai longobardi stessi e promessi allo Stato della Chiesa: si trattava di chiari ed evidenti segni di voler intraprendere una politica di alleanza con i Franchi. Il re longobardo Desiderio comprese che era inutile tentare qualsiasi tipo di approccio e alla prima occasione (il rifiuto del papa di incoronare la sua protetta Gerberga, regina dei territori appartenuti al suo defunto marito Carlomanno, fratello del re franco Carlo Magno che li aveva incamerati), passò alle vie di fatto, occupando Ferrara e ponendo sotto assedio Ravenna, che chiese aiuto a Roma. Adriano inviò a Desiderio Afiarta, con la richiesta di desistere dal suo assedio (ben sapendo che non avrebbe ottenuto nulla), ma appena fu partito organizzò in Roma un processo contro la fazione longobarda per i disordini di qualche anno prima, che si concluse, ovviamente, con la condanna di Afiarta stesso e di tutti i rappresentanti del partito filo-longobardo. La sentenza venne comunicata all'arcivescovo Leone di Ravenna, con l'incarico di arrestare ed esiliare Afiarta, ma Leone, in un eccesso di zelo, lo arrestò e lo fece anche giustiziare. Adriano ufficialmente rimproverò Leone, ma in realtà fu ben felice che gli avesse eliminato il capo del partito avverso, che avrebbe potuto creargli seri problemi in Roma.
Ovviamente Desiderio reagì, occupando Senigallia, Montefeltro, Urbino e Gubbio e rifiutando qualsiasi ambasceria che non fosse un colloquio diretto e personale col papa. Adriano, da parte sua, accettò a condizione che gli venissero prima restituiti tutti i territori e le città occupate e Desiderio, che non poteva certo sottostare ad una simile condizione, minacciò direttamente Roma. Il papa si trovò costretto a invocare l'aiuto del re dei Franchi, Carlo Magno, che era al momento impegnato in una campagna militare in Sassonia. Nell'attesa Adriano, che non poteva certo competere militarmente con le armate longobarde che nel frattempo marciavano verso Roma, tentò di utilizzare le armi che aveva a disposizione, e minacciò di scomunica Desiderio, se avesse oltrepassato i confini del Ducato di Roma. Che si fosse veramente preoccupato per l'anatema, o che avesse solo voluto spaventare il papa, di fatto Desiderio si fermò e tornò indietro.
La delegazione franca, inviata nel frattempo a Roma per verificare la situazione, non trovò i Longobardi all'assedio, ma poté prendere atto dello stato delle cose, e venne inoltre informata delle pretese di Gerberga. Si recò allora a Pavia, capitale del regno longobardo, dove Desiderio rifiutò la restituzione dei territori al papa, anche dietro pagamento di un'ingente somma di monete d'oro che una successiva ambasceria franca gli offrì. A Carlo Magno, che oltre tutto era anche preoccupato delle pretese dinastiche dei figli del defunto fratello Carlomanno e di Gerberga, non restava che la soluzione militare.
Nel settembre 773 Carlo Magno entrò in Italia con una grossa armata e costrinse Desiderio a rinchiudersi nella sua capitale Pavia, il figlio Adalgiso (l'Adelchi manzoniano) a rifugiarsi a Costantinopoli, e sua cognata Gerberga a consegnarglisi.
Prolungandosi l'assedio, Carlo Magno chiamò la moglie Ildegarda e i figli e si recò a Roma per trascorrervi la Pasqua. Il 2 aprile 774 (sabato santo) fu accolto in città dal popolo e dalle autorità come un trionfatore, mentre Adriano gli andò incontro all'ingresso della Basilica di San Pietro. Esaurite le devozioni e i riti della Pasqua, il 6 aprile iniziarono gli incontri istituzionali, nei quali il papa ribadì le sue richieste e Carlo, come già aveva fatto suo padre Pipino il Breve, fece stilare un documento (andato anch'esso perduto come il precedente ma sostanzialmente accettato dagli storici) in cui venivano nuovamente elencati i territori di pertinenza della Chiesa, e in cui il re franco s'impegnava a restituirli (Promissio Romana); il documento fu poi deposto sull'altare di San Pietro dove i contraenti giurarono di rispettare gli impegni.
Ma si trattava di territori ancora da conquistare, e per alcuni di essi (Venezia, l'Istria e i ducati di Benevento e Spoleto) in seguito la restitutio alla Chiesa non si realizzò mai. Le cose non andarono dunque esattamente come previsto. Carlo Magno, tornato a Pavia, prese la città, mandò in esilio il re longobardo a Corbie (in terra franca) e con un gesto innovativo il 10 luglio 774 assunse per sé il titolo di "Re dei Franchi e dei Longobardi", oltre a quello che già aveva di patricius Romanorum: il regno longobardo in Italia si estingueva, e con esso, praticamente, anche la storia di quel popolo. In quanto "Re dei Longobardi", dunque, Carlo Magno entrava in possesso anche dei territori rivendicati dal papa, e d'altra parte, in quanto patricius Romanorum, cioè difensore di Roma, non aveva nulla da difendere in quanto il nemico non esisteva più. In pratica, l'ampliamento dei territori dello Stato della Chiesa non aveva più motivo di essere messo in atto, così Carlo Magno tornò in Francia senza neanche cominciare a mantener fede agli impegni presi. Anzi, dopo aver conquistato il regno longobardo, per diversi anni non sentì il bisogno d'incontrarsi con il papa.
Adriano non gradì certo questo atteggiamento: le aspettative del pontefice, al contrario di Carlo Magno, erano aumentate, ma egli dovette attendere a lungo ed ebbe più volte a lamentarsi dell'indifferenza del re franco in merito alle sue richieste Finì per accontentarsi di alcuni incrementi territoriali al Ducato di Roma, all'Esarcato di Ravenna e alla Pentapoli bizantina
Nel 776 le speranze sorte per Spoleto sfumarono: il ducato si sottomise volontariamente a Carlo Magno. Successivamente furono sferrati tre distinti attacchi ai possedimenti della Chiesa di Roma: il duca di Chiusi s'impossessò di varie città della Tuscia, mentre il duca di Benevento occupò la città di Terracina, situata nel ducato bizantino di Napoli, da cui sarebbe stato facile puntare direttamente su Roma. Ma soprattutto l'arcivescovo Leone di Ravenna occupò alcuni centri dell'ex Esarcato, scacciando i rappresentanti papali e sostituendoli con i suoi nel tentativo di creare uno Stato indipendente; peraltro in questo suo tentativo fu anche sostenuto da Carlo Magno che, morto Leone nel 777, incamerò quei territori. Adriano rinnovò le sue pressioni sul re dei Franchi ed insistette a lungo perché il re tornasse a Roma. Carlo finalmente cedette alle richieste e venne a Roma per la Pasqua del 781.
Il primo atto fu il battesimo di Carlomanno (che aveva allora quattro anni e a cui fu cambiato il nome in Pipino) e Ludovico (di tre anni), il terzo e quarto figlio di Carlo Magno; Adriano ne assunse il padrinato e contemporaneamente li consacrò re d'Italia: il primo (di fatto re dei Longobardi sotto la sovranità del re dei Franchi) e re d'Aquitania il secondo. Il battesimo e la consacrazione dei due figli di Carlo Magno rinsaldò comunque i rapporti tra questi e il papa, che politicamente ora si sentiva più sicuro, essendo scomparso il tradizionale nemico longobardo e potendo contare anche sui regni d'Italia e di Aquitania come forti alleati. Poi si passò all'esame dei problemi giuridici e istituzionali. Certo, rimaneva in piedi l'annosa questione territoriale che Adriano rivendicava alla Chiesa, ma Carlo Magno fece un gesto distensivo, donando al papa la diocesi di Rieti e la diocesi di Cures Sabini, ma con l'esclusione dell'Abbazia di Farfa, alla quale il re dei Franchi, già dal 775, aveva concesso uno statuto autonomo speciale; a questi si aggiunsero presto la diocesi di Tivoli, la Tuscia e il ducato di Perugia, più alcune città della bassa Toscana. In occasione della sua terza visita a Roma (787) Carlo riconobbe al papa il diritto di riscuotere i censi di Tuscia e Spoleto, in cambio il riconoscimento della sua sovranità su entrambi. Fu confermata anche l'assegnazione a Roma dell'ex Esarcato d'Italia, con Ravenna, Bologna, Ancona, e del ducato di Spoleto, già nell'orbita imperiale. In realtà furono esaudite compiutamente solo le richieste riguardanti il Lazio. Per Benevento, il cui duca longobardo Arechi II era alleato di Costantinopoli, Carlo non si volle impegnare per mantenere rapporti neutrali con l'impero d'Oriente. Tramontate le illusioni ravennati e spoletine, l'ex ducato romano venne a costituire il dominio temporale dei papi nella sua interezza. Solo nel XIII secolo fu realizzato il programma di espansione concepito nell'VIII.

### La questione della Baviera
Dal 748 era Duca di Baviera, una delle regioni più civili d'Europa, Tassilone, cugino di secondo grado di Carlo Magno (infatti era figlio di Hiltrude, zia dell'imperatore). Carlo però mal tollerava l'autonomia del cugino, e tuttavia non poteva né risolvere il problema con un intervento militare, né invocare presunte forzature sui diritti dinastici in quanto lo stesso Pipino il Breve, suo padre, aveva assegnato al nipote la successione del ducato. Sentendosi sempre più pressato dalle ingerenze di Carlo, che pretendeva un atto di sottomissione del cugino, Tassilone, nel 787, mandò ambasciatori presso il papa per chiedere la sua mediazione, approfittando del fatto che in quel momento Carlo Magno si trovava a Roma, promettendo anche del denaro come ricompensa. Ma alle parole non seguirono i fatti. Quando non ricevette il suo compenso, Adriano non solo rifiutò un accordo, ma ribadì le pretese del re, minacciando anche di scomunica il Tassilone III e l'intero popolo dei Bavari in caso di mancata sottomissione, dichiarando al contempo che in caso di guerra i Franchi sarebbero stati preventivamente assolti da qualsiasi barbarie. Nello stesso anno Tassilone fu costretto a fare atto di sottomissione al re franco, divenendone vassallo. Secondo Ludovico Antonio Muratori e Achille Mauri, fu la prima volta nella storia che un papa minacciò di scomunica per motivi esclusivamente politici.

### Il secondo Concilio di Nicea

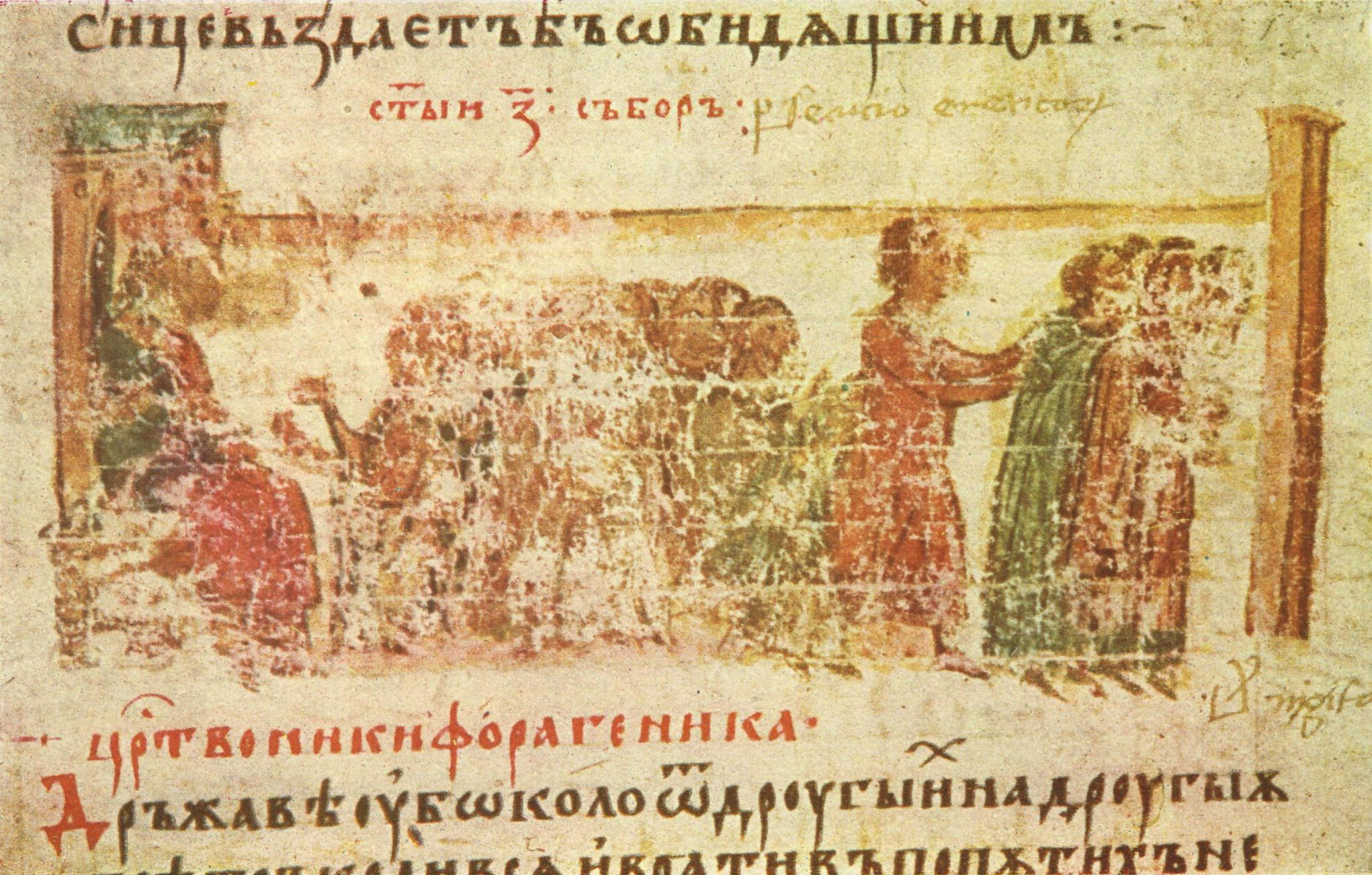
Rappresentazione del secondo concilio di Nicea.

Sul trono di Costantinopoli sedeva l'imperatrice Irene, reggente per il figlio minorenne Costantino VI, la quale dichiarò la sua adesione all'iconodulia (il culto delle immagini), in decisa controtendenza con la linea seguita fino allora dalla Chiesa e dalla corte bizantina. Su tale linea di lotta e condanna all'iconoclastia propose al papa la convocazione di un Concilio a Costantinopoli che si aprì nel settembre 787 a Nicea (la sede fu spostata e la data iniziale rinviata a causa dei disordini provocati dagli oppositori). Adriano fu ben lieto d'inviare suoi rappresentanti, e la netta condanna dell'iconoclastia e delle relative statuizioni del precedente Concilio di Hieria del 754 produssero un deciso riavvicinamento delle posizioni di Roma e di Costantinopoli, che dunque si riallineava all'ortodossia della Chiesa occidentale, ripristinando l'unità ecclesiastica.
Chi non volle accettare questo nuovo stato di cose fu proprio Carlo Magno il quale, non essendo stato neanche invitato al concilio, non poteva accettare di essere stato escluso, non solo come sovrano del regno franco, ma anche come patricius Romanorum. L'occasione per reagire all'affronto fu l'errata o superficiale traduzione dal greco al latino di un termine contenuto nella relazione sul concilio che Adriano gli inviò, dove l'originario concetto di «venerazione» delle immagini divenne «adorazione». La reazione si sviluppò su due direzioni: politica nei confronti dell'impero d'Oriente, con un intervento militare a spese del ducato di Benevento contro cui solo poco tempo prima non si era voluto impegnare per mantenere buoni rapporti con Costantinopoli che lo proteggeva; e soprattutto religiosa nei confronti della Chiesa, intanto con la pretesa di conferma nell'elezione del vescovo di Ravenna (abilmente contrastata da Adriano), e poi con la redazione dei Libri carolini, una serie di documenti stilati da alcuni teologi della Chiesa franca con i quali si confutava l'«adorazione» delle immagini sacre e si ricusavano pertanto le decisioni del Concilio di Nicea, che quel concetto aveva sviluppato. Per di più una copia dei Libri carolini venne inviata al papa perché l'approvasse, cosa che Adriano si rifiutò di fare, cercando di spiegare che si era trattato solo di una sorta di malinteso, e che l'aspetto più rilevante dell'intera questione era la ricomposizione dell'unità ecclesiastica tra le due Chiese. Tentò anche di spostare il problema su un piano diverso, proponendo di scomunicare l'Imperatore bizantino come eretico se non avesse risarcito la Chiesa romana dei danni subiti durante la crisi iconoclasta, compresi i famosi territori che il papa rivendicava. Questo dimostra ancora una volta come il legame con il Regno franco (che in questa occasione si trovava dall'altra parte della barricata rispetto ad un "asse" Roma-Costantinopoli) fosse per Adriano molto più importante della rinnovata unità di fede con i bizantini. Ma per Carlo Magno non era sufficiente; per il 794 convocò un Concilio a Francoforte sul Meno, a cui parteciparono anche alcuni rappresentanti del papa, nel quale vennero ribadite le decisioni già prese dal re dei Franchi: negazione dell'"adorazione" delle immagini, ricusazione della maggior parte delle decisioni assunte al Concilio di Nicea e richiesta di scomunica per l'imperatrice Irene e suo figlio Costantino VI. Il re franco intendeva in tal modo affermare la superiorità dell'autorità dell'Occidente su quella dell'Oriente anche sulle questioni religiose, ma il papa non accettò nessuna delle posizioni e delle richieste del concilio franco, e la disputa rimase irrisolta alla morte di Adriano.

### La Roma di Adriano I
Durante il suo pontificato, Adriano s'impegnò in numerose opere edilizie (sia edifici ad uso laico che edifici religiosi) e sociali, restituendo a Roma quell'aspetto di monumentalità che l'aveva caratterizzata nel periodo dello splendore imperiale. Tra le opere principali: la ristrutturazione degli argini del Tevere che un'inondazione nel 791 aveva danneggiato, il restauro di alcuni degli antichi acquedotti romani, con una più capillare distribuzione idrica nella città, e la ristrutturazione delle mura, con nuove e più adeguate fortificazioni (soprattutto in occasione della spedizione di re Desiderio contro la città). Notevolissimi e numerosi i suoi provvedimenti nel campo dell'edilizia religiosa: la basilica di San Pietro e il suo campanile, con interventi sia esterni che interni non solo di pura edilizia ma soprattutto di arricchimento e miglioramento artistico (statue, mosaici, ecc.), con abbondante utilizzo di materiali pregiati. E poi la basilica di San Giovanni in Laterano, quella di San Paolo, la chiesa di San Giovanni a Porta Latina, la riedificazione della basilica di Santa Maria in Schola Graeca (oggi di Santa Maria in Cosmedin) e la vicina chiesa di San Marco di cui era titolare.
Dal punto di vista sociale si adoperò per la razionalizzazione, ai fini di una maggiore efficacia, della proprietà terriera nella campagna romana, incrementando lo sviluppo delle domus cultae, vere e proprie aziende agricole facenti capo alle Diocesi, ideate da papa Zaccaria, e utili anche per un ripopolamento dell'agro romano; in particolare istituì quella di Capracorum, su un terreno di proprietà della sua famiglia, i cui proventi e prodotti erano destinati alla distribuzione ai poveri.
Tra le tante opere meritevoli nell'amministrazione e gestione del patrimonium Sancti Petri, occorre però ricordare che con Adriano s'introdusse per la prima volta nella curia di Roma quella forma di clientelismo di famiglia definita nepotismo dei papi; fin dall'inizio del suo pontificato assegnò infatti le più rilevanti questioni di Stato e i posti di maggior prestigio e responsabilità a membri della propria famiglia.
Adriano I morì il 25 dicembre 795 e fu sepolto in San Pietro. Sulla sua tomba fu posta una lapide in marmo contenente un epitaffio in versi fatto comporre da Carlo Magno, che definisce Adriano come "padre". L'iscrizione è tuttora visibile nell'atrio della Basilica Vaticana, sulla sinistra del portale.

## Successione apostolica
La successione apostolica è:
- Vescovo Pietro di Verdun (Pierre d'Italie, 781)

## Indagini sull'ascendenza di Adriano I
Adriano ebbe un fratello che si chiamava Alberico. Nel XIX secolo fu ipotizzato che Alberico potesse essere il marchio et consul tusculanus princeps potentissimus che alcuni genealogisti, pur privi di documentazione certa, ritenevano l'antenato più remoto dei Conti di Tuscolo. Ma la titolatura data dagli storici e genealogisti dei secoli scorsi è impropria essendo il predicato tuscolano risalente e noto solo dagli inizi dell'XI secolo. Oggi l'ipotesi è stata abbandonata.

Un'altra ipotesi, che non ha ancora trovato pareri unanimi, è quella secondo cui dal fratello di Adriano discendesse un Benedetto dei Conti di Tuscolo, padre di Teofilatto I Agapito (che taluni identificano con Papa Adriano III) e Sergio (divenuto Papa Sergio III).